# Monster Hunter (pel·lícula)
Monster Hunter és una pel·lícula de monstres de 2020 produïda, escrita i dirigida per Paul W. S. Anderson, basada en la sèrie de videojocs del mateix nom de Capcom. La pel·lícula és protagonitzada per Milla Jovovich, Tony Jaa, Tip "T. I." Harris, Meagan Good, Diego Boneta, Josh Helman, Jin Au-Yeung i Ron Perlman.
Monster Hunter va ser estrenada a la Xina el 4 de desembre de 2020 i als Estats Units el 18 de desembre de 2020 per Sony Pictures Releasing a través de la venda de Screen Gems (excloent Alemanya, Japó i Xina). Ha estat subtitulada al català.

## Sinopsi
Un equip militar de les Nacions Unides cau en un portal a una dimensió alterna, on els humans lluiten contra monstres gegants. Els dos grups treballen junts per defensar el portal per evitar que els monstres entrin i envaeixin la Terra.
Al "Nou Món", on els humans coexisteixen amb una àmplia varietat de monstres grans i salvatges, un Caçador, un guerrer entrenat per caçar i matar aquestes poderoses criatures, se separa del seu equip quan la seva nau és atacada.

## Producció
El 2012, es va informar que el director de Resident Evil, Paul W. S. Anderson, podria dirigir una adaptació cinematogràfica de la franquícia Monster Hunter. Anderson va declarar en una entrevista el 2018 amb /Film que havia estat fanàtic de la sèrie durant més de nou anys, havent arribat a jugar-la en els seus freqüents viatges al Japó, i que considerava una adaptació cinematogràfica com un "projecte de passió".

## Estrena
Monster Hunter va ser estrenada als Estats Units el 18 de desembre de 2020. La pel·lícula estava originalment programada per ser llançada el 4 de setembre de 2020, però es va endarrerir fins al 23 d'abril de 2021, a causa de la pandèmia de COVID-19, abans de ser traslladada fins al 30 de desembre, i finalment la data de Nadal. Sony va modificar una vegada més la data de llançament de la pel·lícula als Estats Units a principis de desembre després del problemàtic llançament de la pel·lícula a la Xina, movent el seu llançament al 18 de desembre de 2020.